# Punta Bagna
La Punta Bagna (2.737 m s.l.m.) è una montagna delle Alpi Cozie che si trova in Francia e poco lontano dal confine con l'Italia. Non va confusa con la più alta Punta Bagnà, collocata sul confine italo-francese.

## Caratteristiche

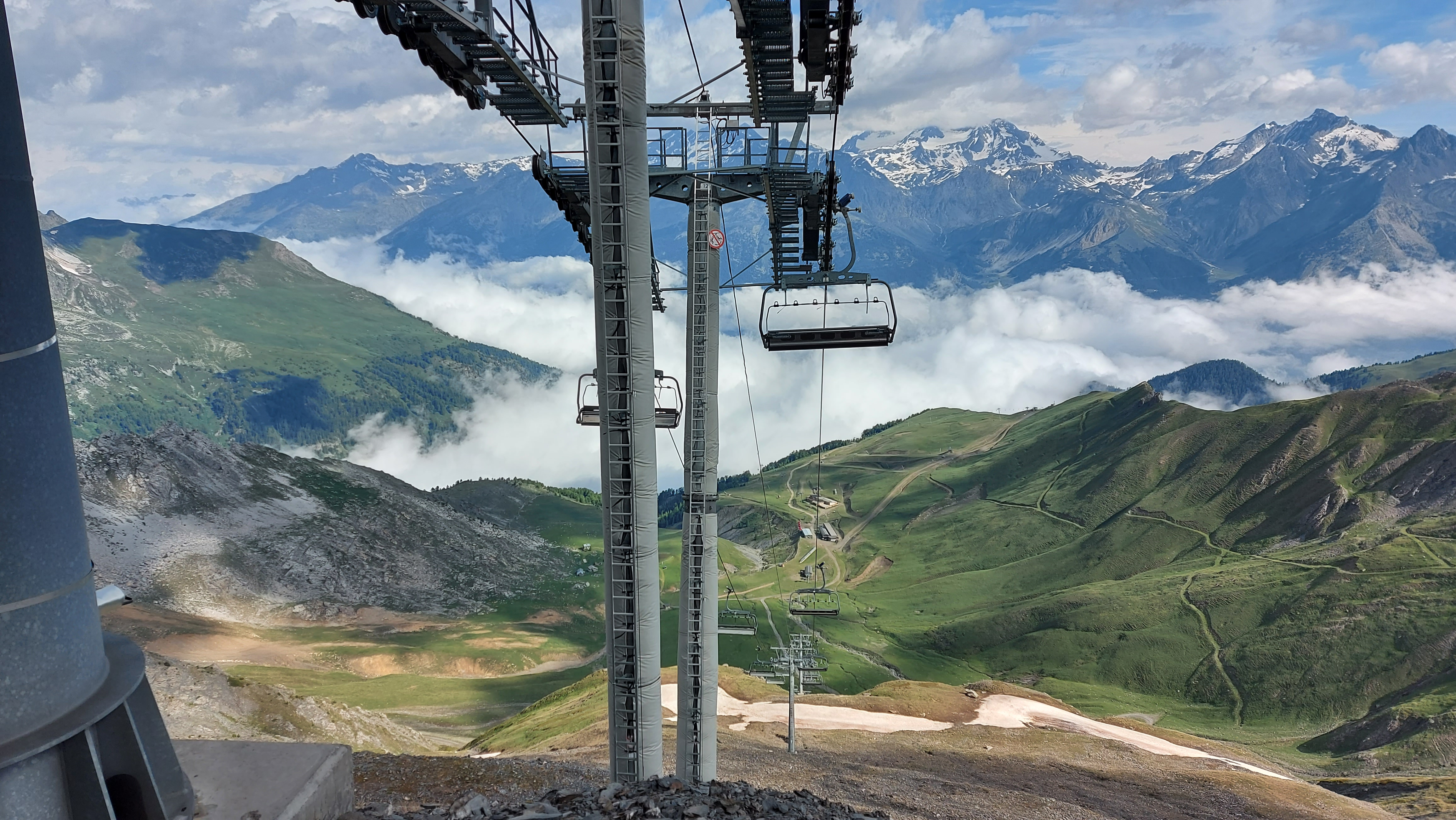
L'arrivo della cabinovia a punta Bagna.

La montagna si trova a nord della Punta del Fréjus e non lontano dal Colle del Fréjus.
Sulla vetta arriva la cabinovia facente parte della stazione sciistica Valfrejus di Modane.

## Salita alla vetta
Si può salire alla vetta utilizzando gli impianti di risalita in partenza da Valfréjus oppure le strade sterrate che collegavano le varie fortificazioni presenti nei dintorni.